# کناردان شرقی
کناردان شرقی، روستایی از توابع بخش مرکزی شهرستان پارسیان در استان هرمزگان ایران است. این روستا در ۶ کیلومتری دهستان بهده واقع می‌باشد.

## محدوده کناردان
از شمال لامرد، از جنوب مقام، از مغرب شهرپارسیان، و از سمت مشرق به بهده محدود می‌گردد.

## جمعیت
این روستا در دهستان مهرگان قرار دارد و براساس سرشماری مرکز آمار ایران در سال ۱۳۹۵، جمعیت آن۱۵۰۰نفر (۲۵۰)خانوار بوده

## مردم
اهالی این روستا از اهل سنت و از پیروان امام محمد ادریس شافعی هستند وبزبان فارسی به گویش محلی تکلم می‌کنند. دارای مسجد، دبستان، آب‌انبار (برکه) و خانه بهداشت می‌باشد.
مردم این روستا به کشاورزی و دامداری اشتغال دارند، باضافه صید مروارید و ماهی‌گیری است. تعداد۴۰۰۰اصله نخل دیم در روستا وجود دارد.